# Liste der Mitglieder der American Academy of Arts and Sciences/1903
Im Jahr 1903 wählte die American Academy of Arts and Sciences 9 Personen zu ihren Mitgliedern.

## Neu gewählte Mitglieder
- George Ashley Campbell (1870–1954)
- Samuel Franklin Emmons (1841–1911)
- William Francis Ganong (1864–1941)
- Joseph Larmor (1857–1942)
- Alfred Thayer Mahan (1840–1914)
- Charles Palache (1869–1954)
- Charles Emile Picard (1856–1941)
- Albert Sauveur (1863–1939)
- Karl Alfred Ritter von Zittel (1839–1904)